# سیستم پشتیبانی عملیات
سیستم‌های پشتیبانی عملیات (اختصاری OSS)، یا سیستم‌های پشتیبانی عملیاتی، یا سیستم عملیات به تعریف اِن‌تی‌تی ،سیستم‌های رایانه‌ای هستند که توسط ارائه‌دهندگان خدمات مخابراتی برای مدیریت شبکه‌های تحت حیطه اختیارات خود (به عنوان مثال، شبکه‌های تلفن) استفاده می‌شوند. این سیستم‌ها از عملکردهای مدیریتی مانند کنتر ل موجودی شبکه ، عملیاتی‌سازی خدمات ، پیکربندی شبکه و مدیریت خطا پشتیبانی می‌کنند.
از این سیستم‌ها در ترکیب با سیستم‌های پشتیبانی کسب‌وکار  (اختصاری BSS)، برای پیشبرد خدمات مخابراتی انتها-به-انتها استفاده می‌شود. سیستم‌های پشتیبانی کسب‌وکار و پشتیبانی عملیات، در حوزه داده و خدمات مسئولیت مستقل و جداگانه‌ای دارند. این دو سیستم با هم اغلب شده و OSS/BSS، BSS/OSS یا به سادگی B/OSS نامیده می شوند.
زیرشاخه‌های مختلفی برای سیستم‌های پشتیبانی عملیات توسط بزرگان این صنعت و گاهاً انجمن تی‌ام ( آزمایشگاه‌های تحقیقات صنعتی) پیشنهاد شده است. به طور کلی، یک OSS حداقل پنج عملکرد زیر را پوشش می‌دهد:
- سیستم‌های مدیریت شبکه
- تحویل خدمات
- تحقق خدمات، از جمله  کنترل موجودی شبکه ، فعال‌سازی و عملیاتی‌سازی خدمات
- تضمین خدمات
- خدمات مشتری

## تاریخچه
پیش از  ۱۹۷۰، بسیاری از فعالیت‌های OSS توسط فرآیندهای اداری دستی انجام می‌شد. با گذشت زمان مشخص شد که بسیاری از این فعالیت‌ها را می‌توان با رایانه‌ها جایگزین کرد. بعد از گذشت 5 سال از این دهه، شرکت‌های تلفن تعدادی سیستم رایانه‌ای (یا نرم‌افزارهای کاربردی) ایجاد و بسیاری از این فعالیت‌ها را خودکار کردند. این یکی از عوامل محرک برای توسعه سیستم عامل یونیکس و زبان برنامه نویسی سی بود. بِل سیستمز برای تحقق برنامه‌های OSS خود، خط تولید رایانه‌های PDP-11 دیجیتال ایکویپ‌منت کورپوریشن را خریداری کرد. سیستم‌های OSS مورد استفاده در بل سیستمز شامل AMATPS، سیستم CSOBS، EADAS، سیستم مدیریت حافظه از راه دور، سیستم مرکز کنترل سوئیچینگ، سیستم ارزیابی خدمات، سیستم یکپارچه نگهداری سوابق ترانک و بسیاری دیگر می‌شوند. ویژگی‌های سیستم‌های OSS آن دوران در نشریه فنی بل سیستمز، ثبت‌داده‌های آزمایشگاه‌های بل، و مدرک SR-2275 شرکت تِلکوردیا تکنولوجیز  (که اکنون بخشی از اریکسون است) توضیح داده شده‌اند.
بسیاری از سیستم‌های OSS در ابتدا به یکدیگر متصل نبودند و پیشبرد کارها غالباً نیاز به فعالیت‌های دستی داشت. به عنوان مثال، موردی را در نظر بگیرید که در آن مشتری می‌خواهد یک سرویس تلفن جدید سفارش دهد. سیستم سفارش، جزئیات سفارش و جزئیات مشتری را دریافت می‌کند، اما نمی‌تواند مرکز تلفن را مستقیماً پیکربندی کند. این کار توسط یک سیستم مدیریت سوئیچ (کارمند) انجام می‌شود. در نتیجه جزئیات خدمات جدید باید از سیستم رسیدگی به سفارش، به سیستم مدیریت سوئیچ منتقل شود. این عمل معمولاً توسط یک تکنسین انجام می‌شود که جزئیات را از یک نمایشگر به نمایشگر دیگر منتقل می‌کند یا به تعبیری کلیدزنی (بر روی صفحه کلید) می‌کند.این فرآیند اغلب به عنوان "ادغام توسط صندلی چرخان" شناخته می‌شود. این روش مشخصاً یکی از عوامل ناکارآمدی بود، بنابراین در چند سال آتی، تمرکز بر ایجاد رابط‌های خودکار بین برنامه‌های کاربردی OSS و به نوعی یکپارچه‌سازی OSS بود. ادغام ارزان و ساده OSS هدف اصلی اکثر شرکت‌های مخابراتی شده بود.

## معماری
بخش عمده فعالیت‌ها بر روی OSS، به تعریف معماری آن متمرکز شده است. به زبان ساده، چهار عنصر کلیدی OSS وجود دارد:
- فرآیندها
  - توالی وقایع
- داده‌ها
  - اطلاعاتی که بر اساس آن عمل می‌شود
- برنامه‌های کاربردی
  - اجزایی که فرآیندها را برای مدیریت داده‌ها پیاده‌سازی می کنند
- فن آوری
  - چگونه برنامه‌ها را پیاده‌سازی می کنیم

در طول دهه 1990، تعاریف جدیدی از معماری OSS توسط بخش استانداردسازی مخابرات ITU  در مدل شبکه مدیریت مخابرات (اختصاری TMN) آن انجام شد. و نتیجه آن ایجاد یک مدل 4 لایه‌ای از TMN قابل اجرا در یک OSS بود:
- سطح مدیریت کسب و کار (BML)[س]
- سطح مدیریت خدمات (SML)[ش]
- سطح مدیریت شبکه (NML)[ص]
- سطح مدیریت ادوات شبکه (EML)[ض]

مدیریت شبکه بعدها توسط ایزو با استفاده از مدل اِف‌کَپس که معادل خطا، پیکربندی، حسابداری، عملکرد و امنیت است، تعریف شد. این مدل لایه‌ای، توسط ITU-T TMN به کارگرفته شد و بنیانی شد برای استانداردهای فناوری‌محور TMN سری M.3000 تا M.3599 . با وجودی که در ابتدا مدل اف‌کپس برای یک شبکه سازمانی فناوری اطلاعات استفاده شد، اما بعداً توسط ارائه‌دهندگان خدمات مخابراتی برای استفاده در شبکه‌های عمومی نیز به کار گرفته. دلیل آن نیز استفاده از استانداردهای ITU-T TMN بود که اصول اف‌کپس را در خود نهادینه کرده بودند.
در حوزه مدیریت شبکه و خدمات مشکل اصلی، توانایی مدیریت و کنترل عناصر شبکه دسترسی و شبکه‌های مرکزی است. از لحاظ تاریخی، به منظور تعریف پروتکل استاندارد برای مدیریت شبکه تلاش‌های زیادی در انجمن‌های استانداردسازی (مثل ITU-Tو 3GPP) انجام شده است، اما در نهایت بدون موفقیت و نتایج عملی پایان یافتند. ولی از سوی دیگر، پروتکل اِس‌اِن‌اِن‌پی که توسط کارگروه مهندسی اینترنت تعریف شده، به استاندارد واقعی مدیریت اینترنت و مخابرات در سطح ارتباط EML-NML تبدیل شده است.
از سال 2000 به بعد، با رشد خدمات نوین پهن‌باند و وی‌او‌آی‌پی، مدیریت شبکه‌های خانگی نیز در حال ورود به حوزه OSS و مدیریت شبکه است. مشخصات فنی TR-069 از فروم دی‌اِس‌اِل، پروتکل مدیریت CWMP را برای واسط EML-NML تعریف کرده، که مناسب مدیریت دستگاه‌ها و پایانه‌های شبکه‌های خانگی است.

## انجمن تی‌ام
انجمن تی‌ام که قبلاً انجمن مدیریت از راه دور بود، یک سازمان بین المللی عضویت از ارائه دهندگان خدمات ارتباطی و تامین کنندگان صنعت ارتباطات است. در حالی که OSS به طور کلی تحت سلطه فناوری‌های اختصاصی و سفارشی است، TM Forum استانداردها و چارچوب‌ها را در OSS و BSS ترویج می کند.
تا سال 2005، پیشرفت‌ها در معماری OSS نتیجه برنامه سیستم‌ها و نرم‌افزارهای عملیاتی نسل جدید  (اختصاری NGOSS) انجمن تی‌ام بود که در سال 2000 راه‌اندازی شد. این مجموعه اصولی را که OSS برای یکپارچه‌سازی باید اتخاذ کند بنیان‌گذاری کرد. به همراه این اصول، مجموعه‌ای از مدل‌هایی که رویکردهای استاندارد شده را پیاده‌سازی کرده بودند برای نمونه منشتر شد. بعداً NGOSS به فرِیم‌وُرکس تغییر نام داد.

### مدل‌های فریم‌ورکس
- یک مدل اطلاعات ( مدل اطلاعات/داده مشترک یا SID ) - که اکنون بیشتر به عنوان چارچوب اطلاعاتی شناخته می شود.
- یک مدل فرآیند ( نقشه عملیات مخابراتی پیشرفته یا ای‌تام[ق]) - که اکنون بیشتر به عنوان چارچوب فرآیند کسب و کار شناخته می شود.
- یک مدل کاربردی ( [نگاشت برنامه‌های کاربردی مخابرات] ) - که اکنون به عنوان چارچوب برنامه کاربردی شناخته می شود؛ که یک معماری (معماری خنثی فناوری) و یک مدل چرخه‌عمر محصول است.

انجمن تی‌ام، فریم‌ورکس را به عنوان یک معماری با ویژگی‌های زیر توصیف می‌‌کند:
- "همراهی آزادانه"
- توزیع‌شده
- مبتنی بر مولفه‌ها و اجزاء

اجزاء در این تعریف از طریق یک وسیله ارتباطی مشترک (با استفاده از زیرساخت تبادل اطلاعات؛ به عنوان مثال، EAI ، خدمات وب ، EJB ) تعامل دارند. این تعامل را می‌توان با استفاده از مدیریت فرآیند و/یا مدیریت خط‌‌مشی کنترل کرد تا عملکرد ارائه شده توسط اجزاء هماهنگ شود.
تمرکز اصلی فعالیت NGOSS در انجمن تی‌ام بر روی ساخت مدل‌های مرجعی بود که فرآیند، اطلاعات و برنامه‌های تعاملی را از نقطه‌نظر و دیدگاه سهامداران تجاری پیاده‌سازی می‌کرد. همزمان با این فعالیت، پیاده‌سازی مدل‌هایی با همان دیدگاه نیز در جریان بود که بر روی مشخصات رابط پشتیبانی تمرکز داشت تا دسترسی به قابلیت OSS (در درجه اول MTNM) را فراهم کند. در ادامه کار MTNM به مجموعه‌ای از خدمات وب تبدیل شد که رابط‌های سیستم عملیات چندفناوری MTOSI را ارائه می‌کردند. اخیرا، ابتکار OSS از طریق جاوا برای ارائه اِی‌پی‌آی‌های BSS/OSS مبتنی بر NGOSS به انجمن تی‌ام پیوست.

### فعالیت‌های جاری - معماریِ دیجیتالِ باز
هدف معماریِ دیجیتالِ باز ارائه طرح، زبان و مجموعه‌ای از اصول کلیدی است که مورد توافق صنعت باشد. به عبارتی دیگر، ارائه مسیرهای عمل‌گرایانه برای مهاجرت از راه‌حل‌های نرم‌افزاری قدیمی به سوی مدیریت چابک و ابرمحور که می‌توانند با هوش مصنوعی نیز قابلیت انطباق داشته باشند. این معماری مرجعی است به منظور نگاشت [اِی‌پی‌آی‌های باز] انجمن تی‌ام به عملکردهای سکوهای فنی-تجاری. 